# Samuel Untermyer

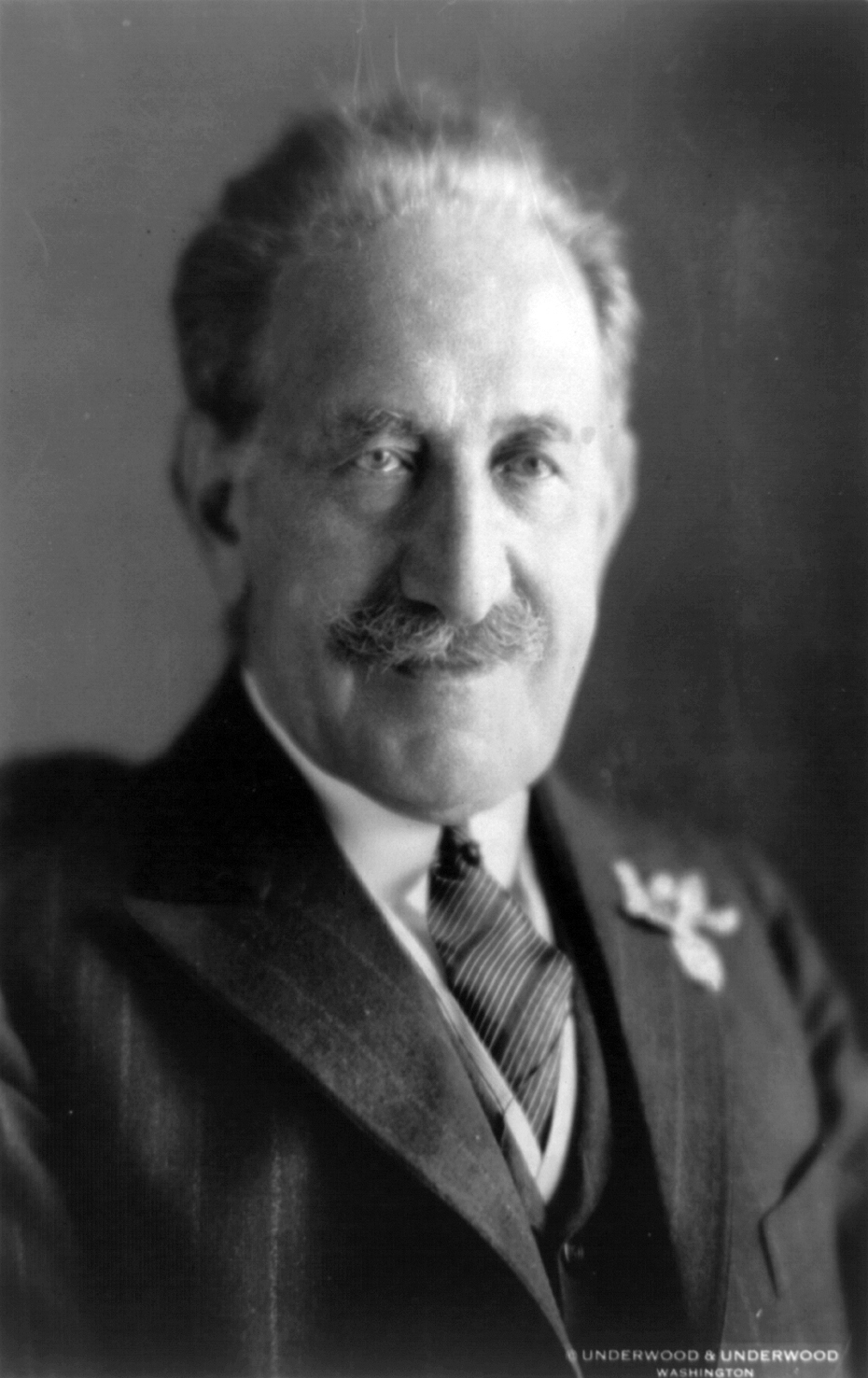
Samuel Untermyer (1932)

Samuel Untermyer (auch Samuel Untermeyer; geboren am 6. März 1858 in Lynchburg, Virginia; gestorben am 16. März 1940 in Palm Springs, Kalifornien) war ein US-amerikanischer Rechtsanwalt, Politiker der demokratischen Partei und Selfmade-Millionär. In den 1930er Jahren war er ein wichtiger Unterstützer des Zionismus.

## Leben
Samuel Untermyers Vater, Isadore Untermyer, war jüdischer Kaufmann und Unterstützer der Konföderierten. Nach dessen Tod 1866 zog er mit seiner Mutter Therese Landauer, einer Pensionswirtin, nach New York City. 1873 trat er ins College of the City of New York ein und wurde Bote in der Kanzlei seines Halbbruders Randolph Guggenheimer. In Abendkursen der Columbia Law School erwarb er 1878 einen Bachelor of Laws (LL.B.).
Mit seinem Halbbruder und Bruder gründete er 1882 die Kanzlei Guggenheimer & Untermyer und wurde erfolgreicher Prozessanwalt, der über die folgenden fünfzig Jahre lukrative Firmenzusammenschlüsse umsetzte. Sein erster großer Fall war die Bethlehem Steel 1905, wo er Profite über rechtzeitige Aktienkäufe erzielte. Für den Zusammenschluss der Utah Copper Company mit der Boston Consolidated zu den Nevada Consolidated Companies 1909/1910 erhielt er das damals astronomische Honorar von 775.000 Dollar.

### Politik
Im Oktober 1912 wurde er Ermittler des Committee on Banking and Currency im US-Repräsentantenhaus, das auf seinen Vorwurf hin, ein „Geld-Trust“ würde die US-Ökonomie kontrollieren, ins Leben gerufen worden war und unter anderem J. P. Morgan befragte. Per Kongressbeschluss wurde dann das Federal Reserve System als private Zentralbank eingerichtet. Untermyer war weiter an mehreren Gesetzen der Regierung Wilson im Wirtschaftssektor beteiligt, so dem Federal Trade Commission Act und dem Clayton Antitrust Act.
Im Ersten Weltkrieg anfangs für Deutschland, unterstützte er nach dem Kriegseintritt 1917 die USA, kaufte Kriegsanleihen (Liberty Bonds), und reiste dafür werbend durchs Land. Als im Januar 1918 die Eisenbahnen verstaatlicht wurden, trat er als Berater der National Association of Owners of Railroad Securities in lange Verhandlungen mit der Regierung.
In den 1920er Jahren war er mit der Regulierung des öffentlichen Schienenverkehrs in New York City, wie des New York City Subway, befasst. Konsequenterweise wurde er 1933 zum Finanz- und Verkehrsberater der Stadt ernannt. Er war häufig Delegierter der Democratic National Convention.

### Kampf gegen den Antisemitismus
Untermyer bekämpfte aktiv den Antisemitismus. 1923 vertrat er für den Journalisten Herman Bernstein eine Verleumdungsklage gegen Henry Ford und dessen Publikationen der Protokolle der Weisen von Zion und Der internationale Jude - Ein Weltproblem. In einem Vergleich schloss dieser seine Zeitung The Dearborn Independent, stimmte zu, alle Kopien des Buches Der internationale Jude zu vernichten und entschuldigte sich in der Öffentlichkeit.
Als einer der ersten erklärten Gegner der deutschen NS-Regierung gründete er 1933 die American League for the Defense of Jewish Rights, die er später wegen Kritik, dass diese exklusiv jüdisch sei, in Non-Sectarian Anti-Nazi League to Champion Human Rights umbenannte und deren Präsident er war. Im Hinblick auf Menschenrechtsverletzungen Adolf Hitlers und besonders die Verfolgung deutscher Juden initiierte Untermyer einen US-Boykott deutscher Importe und erklärte auf einem jüdischen Weltkongress in Amsterdam 1933 Deutschland einen „Heiligen Krieg“. Diesen Aufruf wiederholte er nach seiner Rückkehr nach New York in einer Rede, die von WABC per Radio ausgestrahlt und am 7. August 1933 in der New York Times als Mitschrift veröffentlicht wurde. Als Präsident der World Jewish Economic Federation unternahm er im Juli 1933 beim Völkerbund den erfolglosen Versuch eines internationalen Boykotts NS-Deutschlands. Erfolglos blieb seine Kampagne zum Boykott der olympischen Sommer- und Winterspiele 1936.

### Privat

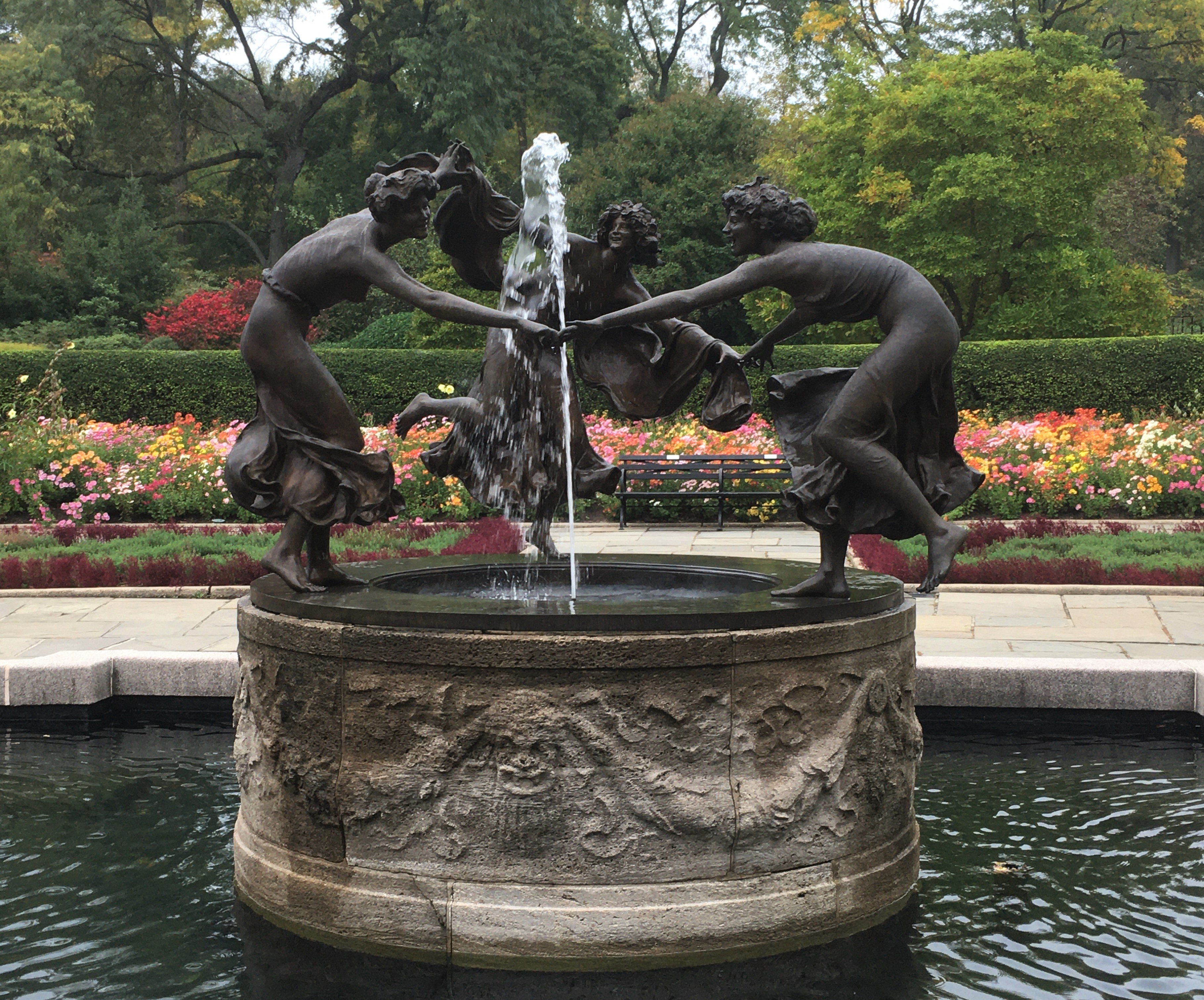
Untermyer fountain im Central Park, von Walter Schott

Untermyer unterstützte etliche jüdische und andere Wohltätigkeitsorganisationen. Mehrere Jahre war er Präsident des Palestine Foundation Fund und 1926 an der Gründung der Palestine Economic Corporation beteiligt, die Export und Vertrieb von Waren aus Palästina förderte.
Er heiratete 1880 Minnie Carl und hatte mit ihr drei Kinder. Er sammelte Kunst (u. a. erwarb er 1892 Whistlers berühmte Nocturne in Schwarz und Gold: Die fallende Rakete) und beschäftigte sich mit Gartenkultur, speziell Orchideen-Zucht und  kaufte 1899 den ehemaligen Landsitz Samuel J. Tildens in Yonkers. Nach seinem Tod überließ er ihn der Stadt, die ihn zum Untermyer Park umwandelte. Die Kunstsammlung bestand aus sechzig Gemälden, Wandteppiche und dekorative Kunst, darunter Möbel der Gotik und Renaissance, Orientteppiche, griechische und römische Kunstgegenstände. Der Rest der weiteren Sammlung wurde 1940 verkauft.